# Siderolamprus legnotus
Siderolamprus legnotus — вид веретільницеподібних ящірок родини Diploglossidae. Ендемік Мексики.

## Поширення і екологія
Siderolamprus legnotus відомі з двох місцевостей, одна з яких розташована в горах Східної Сьєрра-Мадре в районі Тепанго-де-Родрігес в штаті Пуебла, а друга —  на схилах гори Матіакіауїтц в районі Іксуатлан-дель-Кафе в штаті Веракрус. Вони живуть у вологих гірських і хмарних тропічних лісах, на висоті від 1210 до 1715 м над рівнем моря.